# Castle Howard
Castle Howard er et country house i North Yorkshire i England omkring 24 km nord for York. Det har været bolig for Carlisle-grenen af Howard-slægten i mere end 300 år.
Castle Howard er ikke en rigtig borg ("castle"), men ordet bruges om engelsk country houses, der er opført på tidligere borge.
Castle Howard har været brugt i adskillige film og tv-produktioner, hvoraf den mest berømte nok er som Brideshed i både tv-serien fra 1981 og filmen fra 2008, der begge er baseret på Evelyn Waughs roman Brideshead Revisited. Det har  været brugt i The Buccaneers fra 1995 og Garfield: A Tail of Two Kitties fra 2006. Tidligere har det været brugt  i Peter Ustinovs film Lady L fra 1965 og som eksteriøret i Lady Lyndons hjem i Stanley Kubricks film Barry Lyndon fra 1975. 
I dag er Castle Howard en del af Treasure Houses of England, som er en gruppe af engelsk landsteder.